# Kallenahalli, Chiknayakanhalli
Kallenahalli là một làng thuộc tehsil Chiknayakanhalli, huyện Tumkur, bang Karnataka, Ấn Độ.